# Andrij Chripta
Andrij Iwanowytsch Chrypta (ukrainisch Андрій Іванович Хрипта; * 29. November 1986 in Snamjanka) ist ein ukrainischer Straßenradrennfahrer.
Chripta fuhr während seiner internationalen Radsportkarriere 2011 bis 2014 zunächst beim ukrainischen UCI Continental Team Kolss. Sein bedeutendster Erfolg in dieser Zeit war der Gesamtwertungssieg des Etappenrennens Grand Prix of Adygeya. Er wechselte zur Saison 2015 zur Mannschaft Kyiv Capital Racing, für die er das Eintagesrennen Grand Prix of ISD gewann und Zweiter der ukrainischen Meisterschaften im Einzelzeitfahren wurde. Chripta kehrte 2016 zum Kolss-Team zurück. Er gewann wiederum die Silbermedaille der nationalen Zeitfahrmeisterschaften und beendete seine internationale Laufbahn zum Saisonende.

## Erfolge
2012
- Mannschaftszeitfahren Sibiu Cycling Tour

2013
- Gesamtwertung Grand Prix of Adygeya
- Mannschaftszeitfahren Romanian Cycling Tour

2015
- Grand Prix of ISD
- Ukrainische Meisterschaft – Einzelzeitfahren

2016
- Ukrainische Meisterschaft – Einzelzeitfahren

## Teams
- 2011 Kolss Cycling Team
- 2012 Kolss Cycling Team
- 2013 Kolss Cycling Team
- 2014 Kolss Cycling Team
- 2015 Kyiv Capital Racing
- 2016 Kolss-BDC Team